# Taiyō Furusato
Taiyō Furusato (古里太陽?, Furusato Taiyō; Kanoya, 12 luglio 2005) è un pilota motociclistico giapponese, vincitore dell'Asia Talent Cup nel 2021.

## Carriera

### Gli inizi
Nel 2021, Furusato prende parte alla Asia Talent Cup, serie supportata dal marchio Honda. Il pilota giapponese domina il campionato vincendo tutte le otto corse. Lo stesso anno prende alla MotoGP Rookies Cup esordendo dal quinto round della corsa al Mugello. Nella gara d'esordio sul circuito italiano ottiene la sua prima ed unica vittoria nella serie, nel resto della stagione ottiene risultati altalenanti e chiude al undicesimo posto in classifica. 

### Moto3
Nel 2022 Furusato debutta nel Motomondiale partecipando in Moto3 per il team Honda Team Asia, guidando l'Honda NSF250R. Per colpa di un infortunio salta i primi due round della stagione, il pilota giapponese debutta nel Gran Premio d'Argentina dove arriva diciassettesimo. I suoi primi punti nel Motomondiale nel Gran Premio di casa arrivando quattordicesimo. Per la stagione 2023 Furusato viene confermato dal team sempre in Moto3. Dopo un inizio complicato dove ottiene solo un piazzamento a punti nelle prime undici corse, a metà stagione il pilota nipponico conquista punti con costanza e nel Gran Premio di Thailandia ottiene il suo primo podio nel Motomondiale arrivando secondo dietro a David Alonso. 
L'anno seguente viene confermato dal team Honda Team Asia per la sua terza stagione. Nella prima corsa stagionale in Qatar torna a podio arrivando terzo dietro a David Alonso e Daniel Holgado. Nei successivi tre appuntamenti non ottiene neanche un punto a causa di un ritiro e di due posizionamenti al di fuori della Top 15, mentre in Francia chiude solo quattordicesimo. Termina in quarta posizione il Gran Premio d'Italia,  e torna sul podio al Sachsenring dove chiude la gara in seconda posizione. È però costretto a saltare il successivo appuntamento in Gran Bretagna a causa di un infortunio, occorso nel corso di un allenamento. Tornato nel paddock, va a punti nelle tre gare successivo e al sabato del Gran Premio dell'Emilia-Romagna conquista la sua prima Pole Position in carriera, salvo poi chiudere la gara solo in tredicesima posizione.  Conquista il suo terzo podio stagionale in Malesia dove chiude nuovamente in seconda posizione dietro a David Alonso. Chiude la sua terza annata nel Motomondiale con 137 punti in decima posizione e tre podi conquistati.

## Risultati nel motomondiale
| 2022 | Classe | Moto  |  |  |    |    |    |    |    |    |     |    |    |    |    |    |    |    |    |     |     |     |  |  | Punti | Pos. |
| ---- | ------ | ----- |  |  | -- | -- | -- | -- | -- | -- | --- | -- | -- | -- | -- | -- | -- | -- | -- | --- | --- | --- |  |  | ----- | ---- |
| 2022 | Moto3  | Honda |  |  | 17 | 16 | 25 | 21 | 25 | 18 | Rit | 17 | 21 | 18 | 25 | 21 | 17 | 14 | 25 | Rit | Rit | Rit |  |  | 2     | 27º  |

| 2023 | Classe | Moto  |    |    |    |    |     |     |    |    |    |    |    |    |     |    |   |   |   |     |    |    |  |  | Punti | Pos. |
| ---- | ------ | ----- | -- | -- | -- | -- | --- | --- | -- | -- | -- | -- | -- | -- | --- | -- | - | - | - | --- | -- | -- |  |  | ----- | ---- |
| 2023 | Moto3  | Honda | 21 | 18 | 20 | 16 | Rit | Rit | 10 | 17 | 20 | 18 | 13 | 11 | Rit | 12 | 7 | 7 | 2 | Rit | 14 | 11 |  |  | 63    | 16º  |

| 2024 | Classe | Moto  |   |    |     |    |    |     |   |    |   |     |    |   |   |    |     |   |   |   |   |   |  |  | Punti | Pos. |
| ---- | ------ | ----- | - | -- | --- | -- | -- | --- | - | -- | - | --- | -- | - | - | -- | --- | - | - | - | - | - |  |  | ----- | ---- |
| 2024 | Moto3  | Honda | 3 | 18 | Rit | 17 | 14 | Rit | 4 | 13 | 2 | Inf | 15 | 6 | 4 | 13 | Rit | 9 | 7 | 5 | 2 | 7 |  |  | 137   | 10º  |

| 2025 | Classe | Moto  |     |   |   |   |   |   |    |    |   |     |     |    |   |  |  |  |  |  |  |  |  |  | Punti | Pos. |
| ---- | ------ | ----- | --- | - | - | - | - | - | -- | -- | - | --- | --- | -- | - |  |  |  |  |  |  |  |  |  | ----- | ---- |
| 2025 | Moto3  | Honda | Rit | 5 | 9 | 2 | 6 | 6 | 12 | 11 | 6 | Rit | Rit | 16 | 6 |  |  |  |  |  |  |  |  |  | 87    |      |

| Legenda | 1º posto        | 2º posto            | 3º posto            | A punti      | Senza punti        | Grassetto – Pole position Corsivo – Giro più veloce |
| Legenda | Gara non valida | Non qual./Non part. | Ritirato/Non class. | Squalificato | '-' Dato non disp. | Grassetto – Pole position Corsivo – Giro più veloce |